# Åsa Svensson (tafeltennis)
Åsa Elisabeth Irene Svensson (Halmstad, 11 februari 1971 is een voormalig Zweeds tafeltennisspeelster.
Ze nam namens haar land deel aan de Olympische Zomerspelen 1996 en 2000 maar won geen medailles.

## Belangrijkste resultaten
- Brons in het vrouwen dubbelspel op de Europese kampioenschappen 1998 met Pernilla Pettersson.
- Brons in het vrouwen dubbelspel op de Europese kampioenschappen 2000 met Marie Svensson.
- Brons met het team op de Europese kampioenschappen 2002.
- Brons in het enkelspel op de Europa top-12 in 1993.